# Клюкина, Светлана Алексеевна
Светла́на Алексе́евна Клю́кина, в замужестве Чалова (род. 10 февраля 1989) — российская гимнастка (спортивная гимнастика).
В составе команды России (в командных соревнованиях) бронзовая медалистка Чемпионата мира 2006 года и серебряная медалистка чемпионаты Европы 2008 года. Также была в олимпийской команде Российской Федерации на играх 2008 года в Пекине, где российские гимнастки остались без медалей.
Судья международной категории. Сейчас Светлана Алексеевна Чалова работает тренером по спортивной гимнастике в Центре спорта и образования «Самбо-70» (Москва).